# Ałła Szyszkina
Ałła Anatoljewna Szyszkina (ros. Алла Анатольевна Шишкина; ur. 2 sierpnia 1989 w Moskwie) – rosyjska pływaczka synchroniczna, mistrzyni olimpijska, 5-krotna mistrzyni świata, 2-krotna mistrzyni Europy.
Jest drużynową złotą medalistką igrzysk olimpijskich z Londynu w drużynie.

## Nagrody i odznaczenia
- Order Przyjaźni (13 sierpnia 2012) – za wielki wkład w rozwój kultury fizycznej i sportu, wysokie osiągnięcia sportowe na zawodach XXX Olimpiady 2012 roku w mieście Londynie (Wielka Brytania)[3]
- Zasłużony Mistrz Sportu w Rosji[4]
- Mistrz Sportu w Rosji